# روبرت آدامز (مصور)
روبرت آدامز (بالإنجليزية: Robert Adams)‏ هو مصور أمريكي، ولد في 8 مايو 1937 في أورانج ‏ في الولايات المتحدة.

## وصلات خارجية
- روبرت آدامز على موقع ميوزك برينز (الإنجليزية)
- روبرت آدامز على موقع ديسكوغز (الإنجليزية)